# Пааволайнен, Олави
Олави Пааволайнен (фин. Olavi Paavolainen; 17 сентября 1903 — 19 июля 1964) — финский писатель, поэт, эссеист и журналист. В ранние годы публиковался под псевдонимом Лаури Олави. Пааволайнен был центральной фигурой литературной группы «Tulenkantajat» и одним из самых влиятельных литераторов в Финляндии в межвоенный период. Он был сторонником либеральных и европейско-ориентированных культурных взглядов.
В конце 1920-х Пааволайнен писал очерки, которые воспевали городскую жизнь, технологии и ревущие машины. На него оказывало влияние творчество итальянского поэта-футуриста Ф. Т. Маринетти (1876—1944) и французского интеллектуала Андре Жида (1869—1951). Его первая книга Nykyaikaa etsimässä (1929, «В поисках нынешнего времени»), содержит собрание его сочинений 1920-х годов. В 1930-х годах его творчество сфокусировалось на усилении авторитарных режимов в Европе и их обещаниях создать нового человека и новое общество. После его поездок в Нацистскую Германию (1936) и Южную Америку (1937), он написал три эссе книги Kolmannen Valtakunnan vieraana (1936, «Гость Третьего Рейха»), Lähtö ja loitsu (1937, «Путь и заклятье») и Risti ja hakaristi (1938, «Крест и свастика»), известные вместе как трилогия Pako pimeyteen («Побег во тьму»). Главной темой этих книг является характер политических и культурных изменений, которые охватили современное общество. Планировавшаяся книга о его посещении Советского Союза (1939) не была написана из-за начала Второй мировой войны. Последняя книга Пааволайнена Synkkä yksinpuhelu (1946, «Мрачный монолог») была во многом основана на его дневниковых записях 1941—1944 годов, когда он служил в финской армии.

## Ранние годы
Олави Пааволайнен родился в 1903 году в деревне Кивеннапа Выборгской губернии Великого княжества Финляндского (ныне посёлок Первомайское Ленинградской области). Пааволайнен происходил из семьи государственных служащих и солдат. Его отец Пиетари (Пекка) Пааволайнен был адвокатом и членом парламента, его мать звали Элис Лора (Лёфгрен). В 1914 году он переехал в Хельсинки где уже в возрасте 12 лет начал писать стихи. Позже он изучал эстетику и литературу в Хельсинкском университете с 1921 по 1925 год, но не окончил его. Во время учёбы в университете Пааволайнен начал публиковать критические статьи и стихи.
Юная поэтесса Катри Вала, чьи первые книги вышли в 1924 году, сыграла важную роль в выборе Пааволайненом литературной карьеры. В том же году произведения Пааволайнена вошли в антологию Nuoret runoilijat («Молодые поэты») под псевдонимом Лаури Олави, которым он пользовался несколько лет.

## Литературная карьера

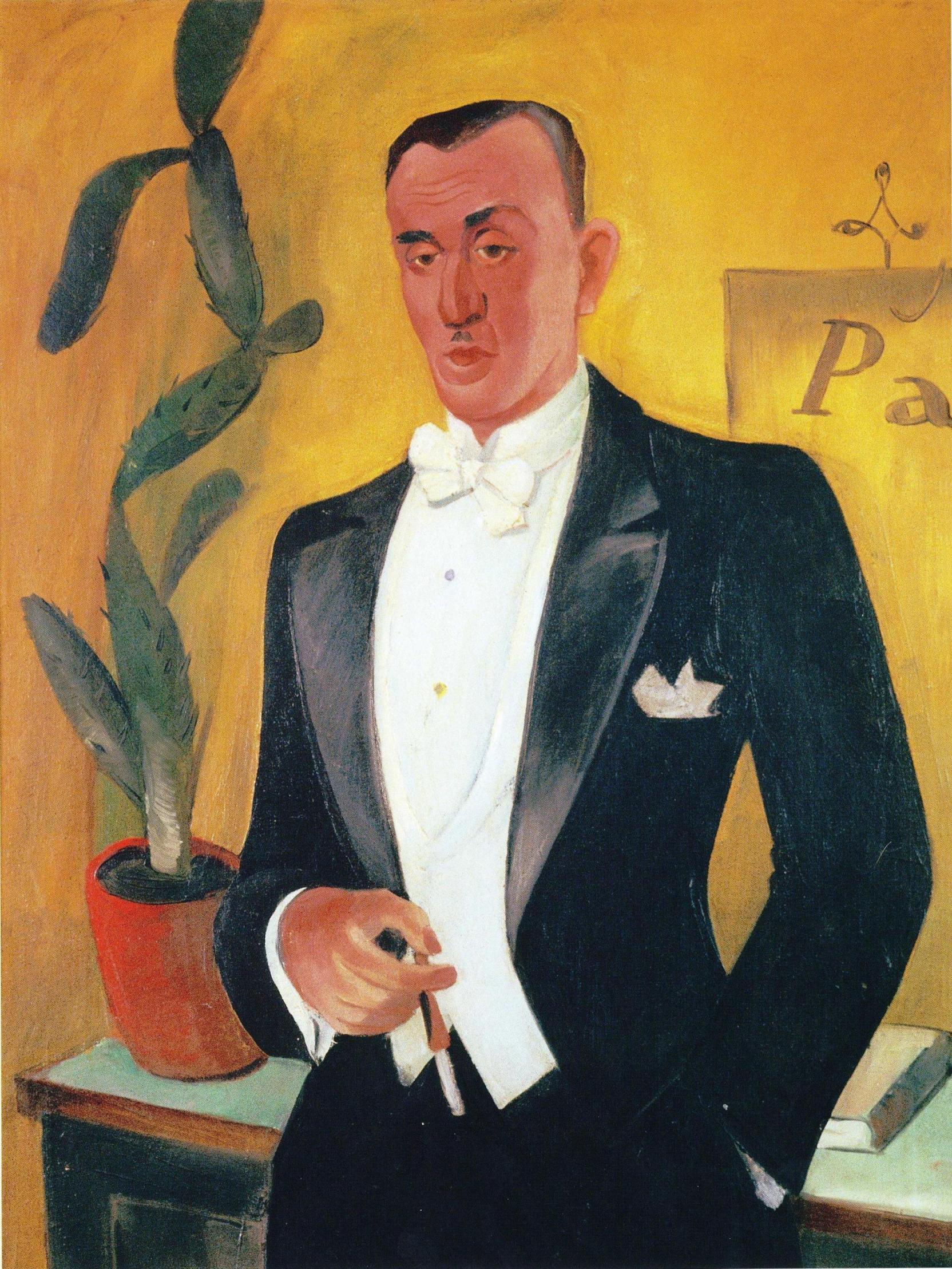
Вяйнё Куннас. Олави Пааволайнен, 1928

В 1927 году Пааволайнен отправился в Париж и жил там с апреля по конец июля. О своих впечатлениях от этой поездки он написал в журнале «Ylioppilaslehti» под редакцией Урхо Кекконена. Его первый сборник стихов Valtatiet («Автомагистрали»), написанный совместно с Микой Валтари, был опубликован в 1928 году. Эти стихи проникнуты автомобильным романтизмом. В следующем году Пааволайнен выпустил сборник эссе Nykyaikaa etsimässä («В поисках нынешнего времени»), посвящённых модернизации Европы после Первой мировой войны. В этой книге автор передавал атмосферу урбанизировавшегося Хельсинки: «Эти явления совсем не ограничивались Берлином, где они проявились наиболее отчетливо в связи со сложившимися обстоятельствами. То же происходило в Мадриде, Париже, Лондоне, Москве, Нью-Йорке, Хельсинки. Название им было ДЖАЗ. Банджо, барабаны и саксофоны? Негры с гримасами на лицах».
В 1928—1929 годах Пааволайнен служил в Финской армии. В 1930 году он на короткое время стал редактором журнала «Tulenkantajat». В тот период он испытывал финансовые трудности. Консервативная атмосфера финского общества начала 1930-х годов угнетала Пааволайнена. Он считал, что необходимо «дать голос новой эре скорости, механизации, космополитизма, коллективизма и европейского опыта». В 1932 году он опубликовал свои сборники стихов Keulakuvat и Suursiivous.
В 1933—1934 годах Пааволайнен работал в Хельсинки в рекламном агентстве. В 1935 году стал рекламным менеджером швейной компании в Турку. После увольнения вернулся в Хельсинки. В 1936 году совершил поездку в Третий рейх, где посетил съезд НСДАП в Нюрнберге. Вернувшись в Финляндию, он описал свои впечатления от нацистской Германии в книге Kolmannen Valtakunnan vieraana (1936).
При финансовой поддержке издательской компании «Gummerus» Пааволайнен смог отправиться в Южную Америку в 1937 году. Он посетил Бразилию, Аргентину и Парагвай и написал о своих впечатлениях в книге Lähtö ja loitsu и Risti ja hakaristi. В 1939 году он около четырёх месяцев путешествовал по Советскому Союзу. В Москве его восхищали новые дома, улицы и метро. Пааволайнен встречался с несколькими советскими писателями, среди которых были Вера Инбер, Лев Кассиль, Абрам Арго и Юрий Олеша.

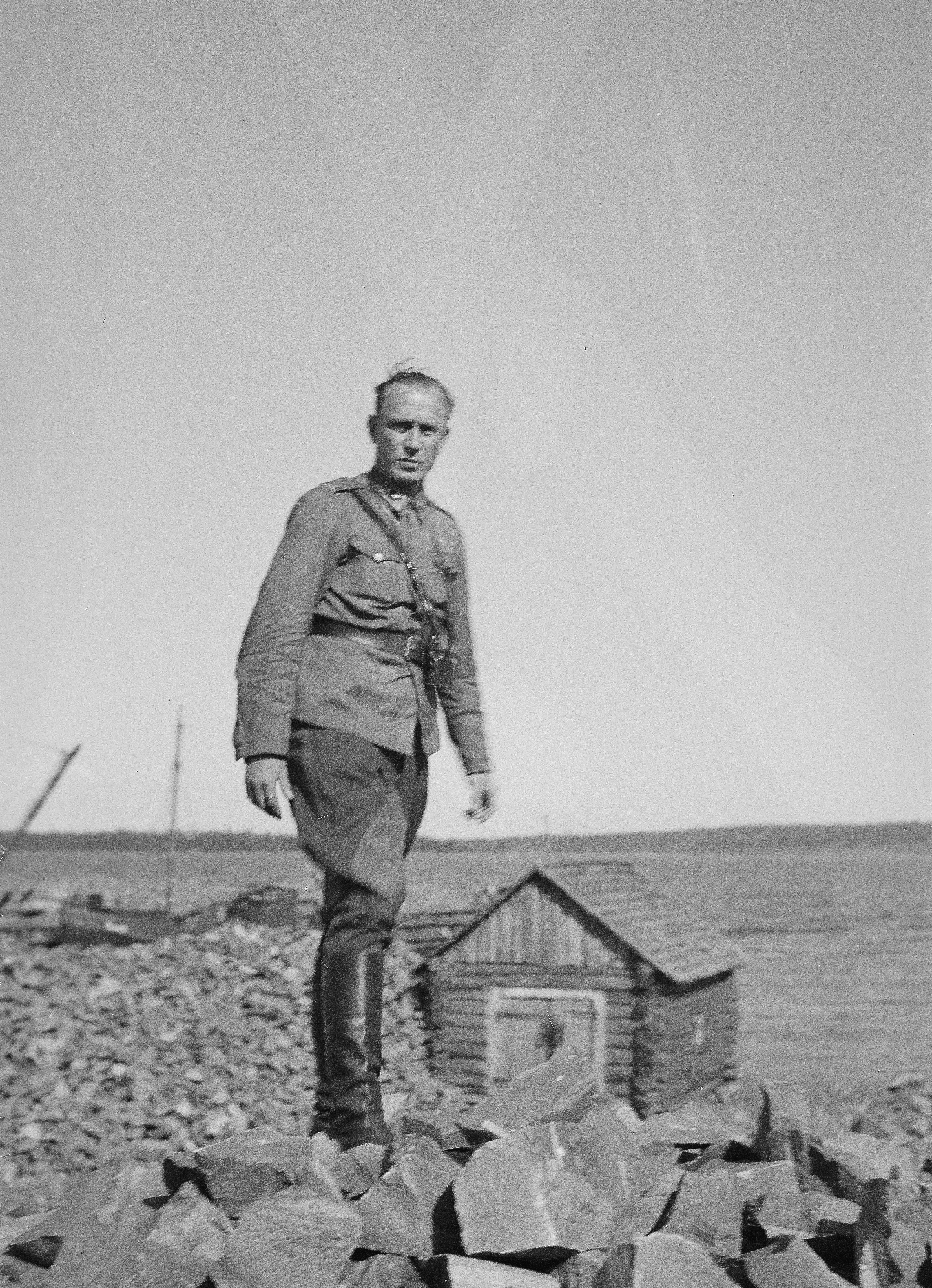
Олави Пааволайнен во время Второй Мировой войны

В 1939 году после начала советско-финской войны Пааволайнен был призван в армию. Служил в информационном департаменте министерства обороны. Во время бомбардировки города Миккели получил ранение и оставался в больнице до конца войны. После вступления Финляндии в войну против СССР в 1941 году Пааволайнен был вновь призван в армию.
В 1947 году Пааволайнен был назначен директором театрального отдела финского радио. В последние годы жизни он часто жаловался на усталость. Пааволайнен умер 19 июля 1964 года в одной из больниц Хельсинки. Похоронен на кладбище Хиетаниеми.

## Сочинения
- Valtatiet, 1928 (с Микой Валтари)
- Nykyaikaa etsimässä, 1929
- Keulakuvat, 1932
- Suursiivous eli kirjallisessa lastenkamarissa, 1932
- Kolmannen Valtakunnan vieraana, 1936
- Lähtö ja loitsu, 1937
- Risti ja hakaristi, 1938
- Karjala — Muistojen maa, 1940 (редактор)
- Rakas entinen Karjala, 1942 (редактор)
- Synkkä yksinpuhelu I—II, 1946